# Томас Савойский-Кариньянский
То́мас Франци́ск Саво́йский-Каринья́нский (итал. Tommaso Francesco di Savoia-Carignano, фр. Thomas François de Savoie-Carignano; 21 декабря 1596[…], Турин — 22 января 1656[…], Турин) — принц из боковой ветви Савойского дома, 1-й принц Кариньяно, маркграф Раккониджи и Буска с Каваллермаджоре, Виллафранка, Вигоне, Бардже, Казелле, Роккавьоне, Певераньо и Бове с 1620 года, главнокомандующий армией савойского герцогства с 1626 года, командир армией испанского королевства в графстве Фландрия с 1634 года, граф Суассона с 1641 года; кавалер высшего ордена Святого Благовещения с 1618 года. Основатель Кариньянской ветви Савойского дома.

## Биография
Пятый сын Карла Эммануила I герцога Савойского и Каталины Микаэлы Австрийской. Родоначальник ветви Савойских-Кариньян. Ныне живущие потомки Савойской династии принадлежат к данной ветви.
Титул князя Кариньянского был дан Карлом Эммануилом I своему младшему сыну по названию города Кариньяно вблизи Турина, входившего во владения савойских графов.
С 1642 года был главнокомандующим французской армией в Италии.

## Брак и дети
Томас женился в Париже 4 апреля 1625 года на Марии де Бурбон-Конде (1606—1692), графине Суассон, внучке Людовика I Конде. У них родились:
- Кристина-Шарлотта (1626)
- Луиза-Кристина (1627—1689), жена Фердинанда-Максимиллиана Баден-Баденского, мать Людвига Баденского
- Эммануил-Филиберт (1628—1709), принц Кариньяно
- Амадей (1629)
- Жозеф-Эммануил (1631—1656), граф Суассона
- Фердинанд (1637)
- Эжен-Морис (1635—1673), граф Суассона и Дрё, отец Евгения Савойского